# 1360.
◄ | 13. stoljeće | 14. stoljeće | 15. stoljeće | ►
◄ | 1330-ih | 1340-ih | 1350-ih | 1360-ih | 1370-ih | 1380-ih | 1390-ih | ►
◄◄ | ◄ | 1357. | 1358. | 1359. | 1360. | 1361. | 1362. | 1363. | ► | ►►
Arhitektura • Astronomija • Glazba • Knjige • Književnost • Kršćanstvo • Medicina • Pravo • Promet • Slikarstvo • Znanost

## Događaji
- Mirom u Brétignyju engleski kralj Eduard III. odriče se prava na francusku krunu u zamjenu za priznanje nekih posjeda u Francuskoj. Stogodišnji rat uskoro je ipak nastavljen.
- Danski kralj Valdemar Atterdag vratio je u danski posjed Skaniju koja je bila pod švedskom vlašću od 1332. godine.
- Kan Bijele Horde postavio je Dmitrija Konstantinoviča za kneza Vladimirske oblasi.

## Rođenja
- Andrej Rubljov, ruski slikar ikona († oko 1430.)

## Smrti
- Edward Balliol, škotski kralj (* 1283.)

## Vanjske poveznice
|  | Zajednički poslužitelj ima još gradiva o temi 1360. |